# Alexandre Bigot

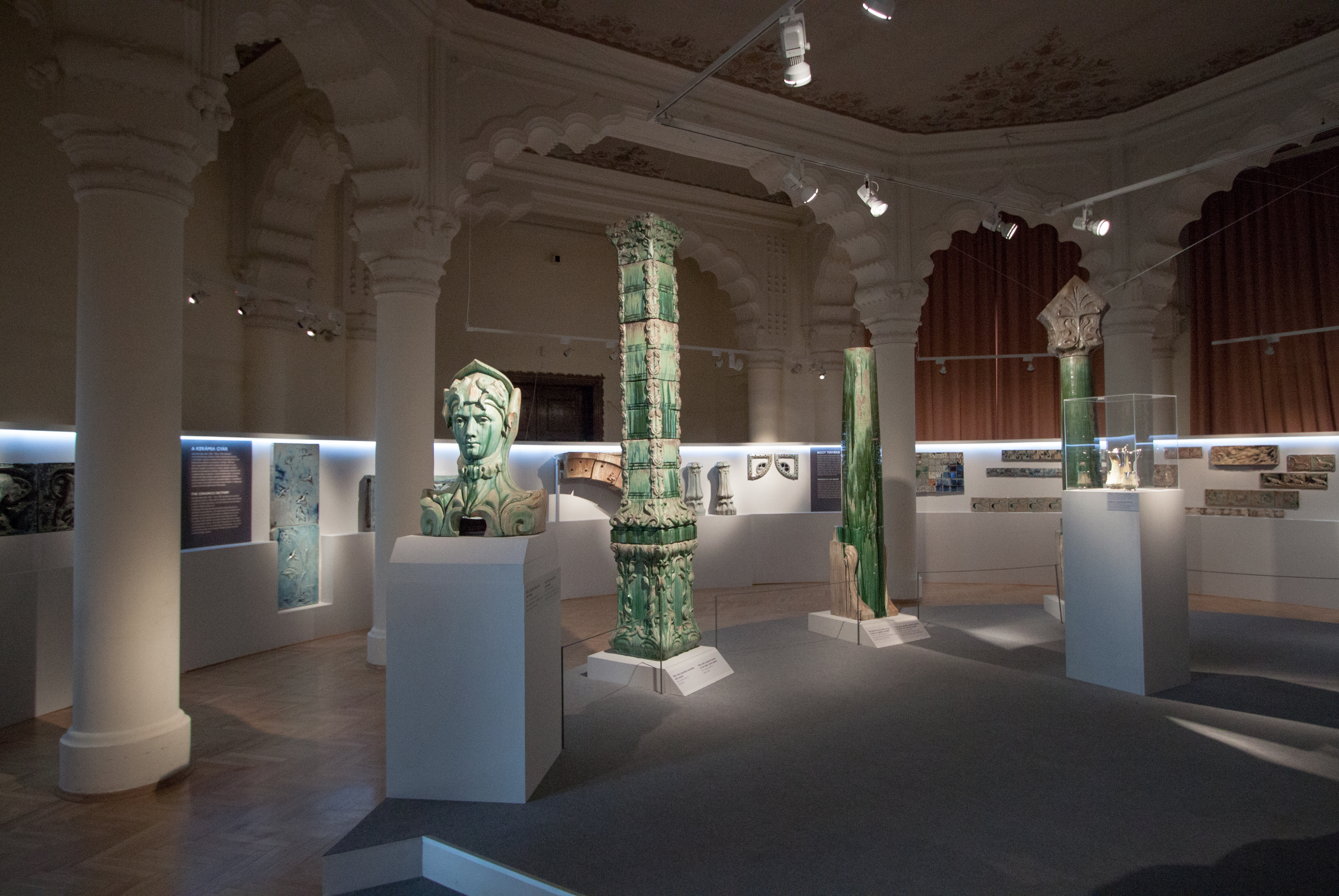
Az Iparművészeti Múzeum 2013-as kiállításának fő terme

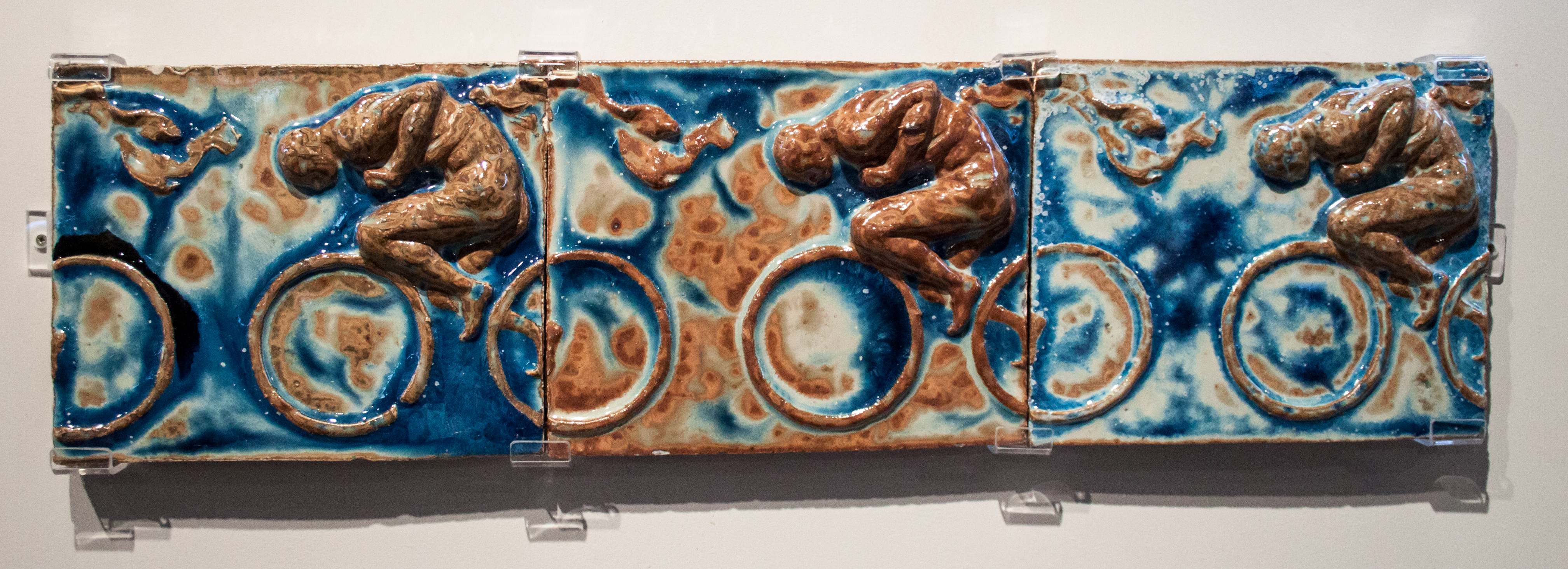
Kerékpárosok. Falburkoló kerámia

Alexandre Bigot (Mer, 1862. november 5. – Párizs, 1927. április 27.) az építészeti kerámiára szakosodott francia keramikus volt.

## Élete és munkássága
Miután egy ideig Paul Beyer (1873-1945) mellett dolgozott Svájcban, 1889-ben felállította saját műhelyét Merben (Loir-et-Cher). Nagy segítségére volt munkájában vegyipari végzettsége, aminek révén sokféle mázt tudott előállítani.

## Építészeti kerámia
A századforduló közeledtével, a szecesszió stílusának előretörésével egyre inkább divatba jött a keramika építészeti alkalmazása. 1897-ben ez a műfaj még csak szerény reprezentációt kapott az akkori párizsi világkiállításon, de utána olyan kereslet támadt e termékek iránt, hogy Bigot üzemét részvénytársasággá alakította és Párizsban is létrehozott egy telephelyet, Merben pedig már 150 főt alkalmazott és 10 kemencét működtetett. Gyára magas hőfokon égetett kőcserépárut, úgynevezett grês flemmés-t gyártott. Ez a technika alkalmas volt a modern épületek falfelületeinek burkolására, de díszedényeket is lehetett készíteni vele. Felületüket különleges mázzal borította, amelyek időnként megfolytak a plasztikákon. Savval maratva matt felületeket is ki tudott alakítani.
Korának legnagyobb szobrászaival és építészeivel dolgozott együtt. Művei rendkívül változatosak voltak, egyedi műremekektől egészen az egyszerűbb építészeti elemekig. Az 1900-as párizsi világkiállításon aranyérmet nyert.
Kerámiáinak stílusa a historizmus, az eklektika és a szecesszió között váltakoztak, nem kötelezte el magát egyetlen irányzat sem, számára az anyag, a máz voltak fontosak.
1914-ben Alexandre Bigot teljesen felhagyott a művészeti tevékenységgel és a kerámiaiparban helyezkedett el tanácsadóként.

## A Bigot-pavilon Budapesten
Az ottani, Jules Lavirotte építésszel közösen létrehozott pavilonját a világkiállítás lebontása után Radisics Jenő, a Magyar Iparművészeti Múzeum akkori főigazgatója a rendelkezésére bocsátott állami keretből megvásárolta és Budapestre szállíttatta. A csaknem 13 tonnás anyag a múzeum pincéjébe került és sorsa a feledés lett. 2013 áprilisától állították ki először a szecessziós kerámiaművészetnek ezt a nagyszerű gyűjteményét.

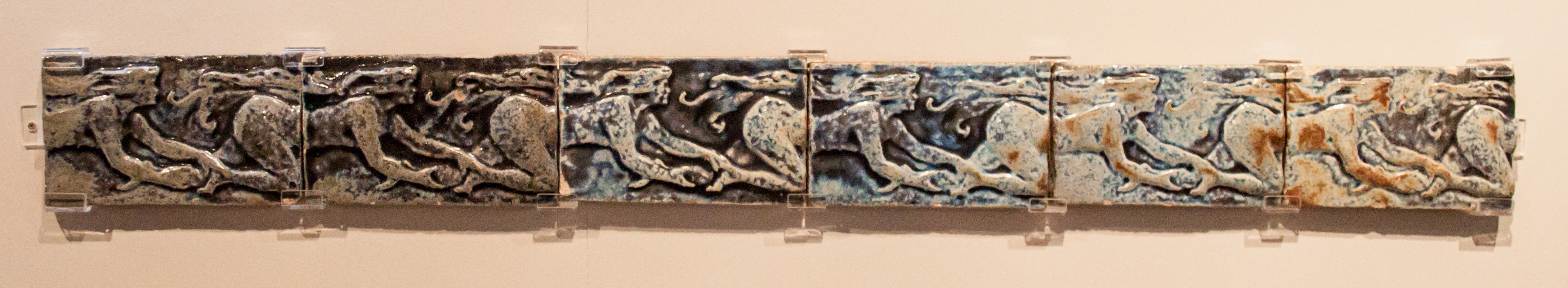
Egymásba kapaszkodó najádok